# جانيت جاكسون
جانيت داميتا جو جاكسون (بالإنجليزية: Janet Jackson)‏؛ (16 مايو 1966 -)، مغنية وكاتبة اغاني وممثلة وراقصة أمريكيةوشخصية بارزة في الثقافة الموسيقية. تعتبر من أهم واشهر مطربي البوب في العالم. ولدت جانيت في غاري، إنديانا في السادس عشر من مايو لعام 1966 هي واحدة من ضمن عشرة أخوة لأسرة متوسطة الحال منهم المغني مايكل جاكسون، وبعد دخولها عالم الفن انتقلت هي وأسرتها إلى لوس انجلوس. التحقت جانيت بمدرسة "Lanai Road"، ثم بعد ذلك التحقت بمدرسة " Portola Middle School" بكاليفورنيا، ثم تخرجت من معهد Valley Professional عام 1984، وهو معهد للفنانين والممثلين الموهوبين الصغار. اشتهرت جانيت في عالم الفن هي في سن صغير جداً، وعلى الرغم من أنها من أشهر مطربي البوب في العالم، إلا أنها لم تقتصر على الغناء فقط، وإنما اتجهت أيضا إلى التمثيل وكتابة الأغاني والإنتاج.

## حياتها
عقب نجاح شقيقها مايكل في أواخر السبعينات؛ وبالتحديد في عام 1982؛ أصدرت جانيت جاكسون أول ألبوم غنائي لها بدعم من شقيقها. جانيت التي نجحت في نيل إعجاب النقاد بألبومها الأول أصدرت ثاني ألبوم لها باسم Dream Street. بدات جانيت جاكسون العمل مع منتجين منهية العلاقة العملية بينها وبين والدها الذي يمثل لها مدير الأعمال. واصدرت البوم باسم كنترول في عام 1986.
جاكسون التي نجحت في أن تصل صوتها للعالم اجمع وأصبح يتحدث عنها الجميع في وقت قياسى من ظهورها. وبعد نجحها بهذا البوم أصدرت البوم آخر باسم Rhythm Nation في عام 1989 . بهذا البوم حصدت على أعلى مبيعات في التسويق الفنى. وفي خلال الثمانيات وبالاخص في عام 1993 اصدرت جانيت جاكسون البوم يتضمن مقاطع للرقص عقب حصول البومها على نقد إيجابى من قبل النقاد مرضت جانيت في ذلك الوقت وعلى الرغم من مرضها اهتمت بالبومها. واصدرت البوم باسمThe Velvet Rope' عام 1997 . وبهذا البوم حصدت على اعلى مراكز في قوائم الغنائية لدى الولايات المتحدة الأمريكية. جانيت التي أصدرت البوم All for You في عام 2001 . وظلت بعيدة عن الساحة الفنية بشكل عام في فترة التسينعات.
جانيت جاكسون أصدرت البومها في استديو 10 في 2008 وكانت أنجح عضوية نسائية ووفقا لإيرادات مبيعاتها. جانيت جاكسون عقدت ألبومها في استوديو 10 الذي وصل إلى القمة في قوائم الغنائية الأمريكية حتى الآن. وعند اصدرها هذا البوم تربعت على قمة القوائم الغنائية الأمريكية. الأعمال التي بها بداية من عام 1982 وحتى عام 1991 تحت شركة والأعمال التي قامت بها بداية من عام 1991 حتى عام 2007 تحت شركة ومن بعد عام 2007 عملت تحت شركة. وصلت مبيعات البومات جانيت جاكسون إلى 100 مليون دولار حتى الآن. وإلى جانب نجاحها في الحياة الغنائية نجحت أيضا في الحياة الفنية ولعبت دور البطولة في فيلم باسم Only Justice مع الممثل توباك شاكور في عام 1993 لأول مرة. وتزوجت من المليادير القطرى وسام مانع ولهذا السبب أعلنت إسلامها.

### الطفولة المبكرة
تعد جانيت اصغر اخوة جاكسون حيث انتقلت مع عائلتها سويا إلى كاليفورنيا عقب نجاح جاكسون الخامس الذي اسسه شقيقه. وفي عام 1974 اعلنت اسم جاكسون في الحفل الذي حضرته مع اخوتها في لاس فيغاس وبدات في الانضمام الي برنامج باسم The Jacksons والتي اعدها وتليفزيون سي بي إس في عام 1976. درست في مدرسة ابتدائية محلية باسم Lanai Road Schoolفي كاليفورنيا. أول أغنية لJanet Jackson هي Love Songs for the Kids حيث بدات في كتابة الحانها في سن التاسعة ولحنتها مع شقيقتها راندى في عام 1978. وفي نفس الوقت درست جاكسون في المدرسة الثانوية بورتولا وبدات تشعر بعدم الراحة من قبل اصدقائها بسبب انضمامهم لبرنامج باسم Good Times . وبعد فترة تخرجت جاكسون من هذة المدرسة. في عام 1981 شاركت شقيقتها LaToya Jacksonفي البوم منفرد باسم My Special Love'da Camp Kuchi Kaia . وفي النهاية اصدرت جاكسون أول البوم لها في عام 1982. وضحت جاكسون بان أول البوم لها هو خطوة ينقصها الخبرة وعلقت قائلة
«لم يسئلني أحد إذا اردت ان اشارك في حياة الشهرة والعرض...ولكن كنت بحاجه لذلك».
ووفقا للسيرة الذاتية التي نشرت بخصوص الفنان جين كورنويل عام 2002 فقد انتبه والد جوزيف جاكسون الي ان الفنان لم يستخدم عشوائية الأب في فنه. واعتبارا من هذا التاريخ استمرت العلاقة بين الفنان والمنتج مع والد جاكسون فقط.
عقب نجاح المجهود الصغير الذي تحقق لأول مره والانتقادات الايجابية لالبوم جانيت وإصدارها لالبوم Dream Street عام 1984 في الاستوديو الثاني الذي اسسه اخوتها فكل ذلك ادي الي وصلها للترتيب التاسع في قوائم "Don't Stand Another Chance" و هيب هوب والار & بى التي تصدر الالبومات. وعلي الرغم من ان مبيعات الالبوم لم تحقق نسبة علي المستوي الدولي الا انها اصدر أول فيديو كليب لالبومها "Dream Street"و قررت الزاوج من جيمس ديبراج فنان موسيقي الديسكو في اواخر الثمانينات والذي عمل في تسجيلات موتاون في نفس العام.^ 1 فان جاكسون التي خطبت في 7 سبتمبر 1984 انفصلت في 18 نوفمبر 1985 بسبب إدمان ديبراج للمخدرات عقب الزواج . واضطر الفنان للازاله لقب جاكسون الذي يمثل عبئا ثقيلا وفقا لتفسيرها.

### اولي خطواتها لاجل الشهرة
عقب النجاحات المتوقعه لألبومات جاكسون فقد قررت أن تنفصل عن والدها وعائلتها كما فسرت بأن هذه الفترة ستكون علي نحو الأتي:
(أريد ان أقول أن أبي لم يكن يراعيني كثيرا وهذا من الصعب أن اتذكره. أما والدتي فكان وضعها أفضل وأسهل بالنسبة لي وكان لها اهمية كبيرة في حياتي ودونها لم أكن أتكمن من القيام بهذا العمل.)

ووأضافت جاكسون موضحة إلى هذا
(فانا أريد فقط أن أتخلص من عائلتي ومنزلي وسيطرة والدي.
إخبار والدى بهذا من أصعب الاشياء إلى كنت مضظرة أن أفعلها.)
بعد فترة قصيرة قطعت جاكسون علاقتها مع والدها الذي اخرجها لطريق الشهرة جوزيف جاكسون ووقعت علي عقد مع أحد المنتجين المشهورين جيمى جام وتيرى لويس. وبذلك بدات جاكسون بالعمل في أول البوم لها واردات ان تتخلص من وصايا والدها حيث وضعت اسم الالبوم control واردات أيضا ان تسجل نجاح باهر بنفسها.
وعقب هذه الفترة عملت جانيت طوال عامي 1985 و1986 ونشرت البومها المنظم في عام 1986 كما حازت أيضا علي القاب مشهورة .
قد نجح الالبوم واتخذ مكانه مهمة في موسيقي الثمانينات ووفقا للنقاد يروا انه بمثابه نقطه تحول في تاريخ جاكسون . وعلي مدار 5 اسابيع احتل الالبوم المرتبة الاولي في القوائم الأمريكية حصدت جاكسون على جائزة البلاتين للمرة الخامسة. ويعد أول البوم من البوماتها اثار ضجه في الملهي الليلي هو البوم "What Have You Done for Me Lately". حيث تربعت الأغنية علي قائمة البلاد الاروبيه وعلي رأسها هولندا وايضا علي قائمة الرقص كما دخلت الي أول القوائم الأمريكية.
ووفقا لتعليق جاكسون بدي انها بدات تحصل علي ما تريد. بعد أن أصبح البوم "Control" أحد الالبومات الاولي اظهر ذلك صورة لجاكسون بانها تستطيع أن تتخذ قرارتها بمفردها. اما نايتسى أصبح بمثابه ضجه. نشرت أغنية "Let's Wait Awhile" والتي تعد واحده من انجح الأغاني في الثمانينات وفقا للنقاد. اما أغنية "When I Think of You" التي ظهرت في اواخر عام 1986 كانت أول عمل فردي للفنانه جاكسون محتلا المرتية الاولي في الولايات المتحدة الأمريكية . واعتبارا من هذا التاريخ بدات جاكسون تعرف في جميع الانحاء كما عملت علي التنافس مع شقيقها مايكل جاكسون . فقد ادي البوم Control الي التشكيك في صورة عائلة جاكسون عندما نظر الي المبيعات والقوائم.

### البوم إيقاع الأمة وأولى جوائزها

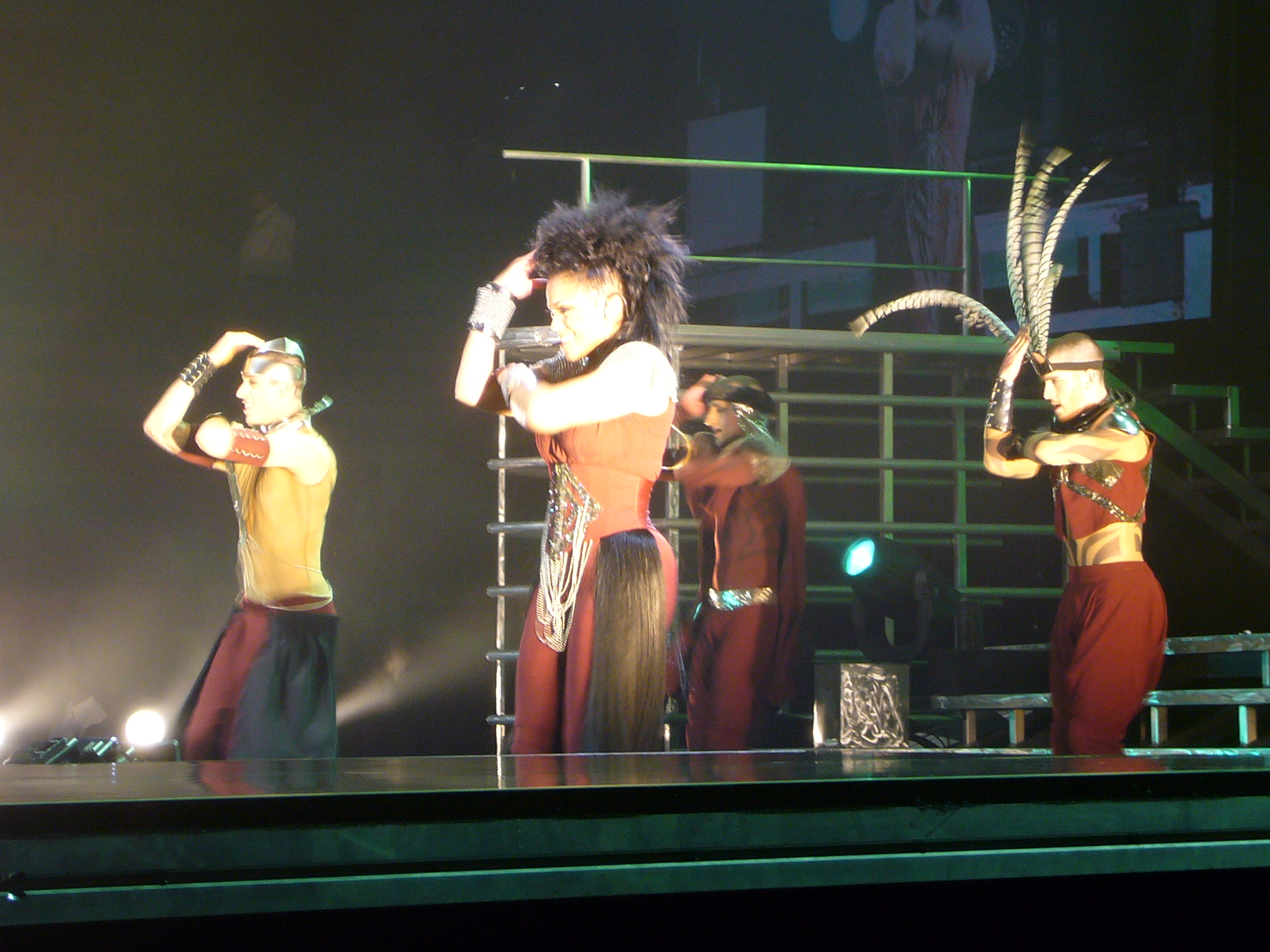
جانيت جاكسون حينما كانت ترقص في إحدى حفلاتها

عقب النجاح العالمي الذي حققه البوم كنترول استمرت في العمل مرة أخرى مع نفس المنتجين. وبينما تسجل جاكسون البومها سجلت شركة ايه & ام البوم أكثر انوثه من البوم Control كوسيله للضغط علي جاكسون. اما جاكسون اصرت علي ان يكون موضوع الالبوم مركز علي العلاقات ومشكلات العالم موضحه ان الالبوم الثاني سيلقي ظل علي حياتها المهنية. اعطت جاكسون بيانات في شكل مهتم بهذه الحالة
"" انا لست ساذجه فالبوم أو حتي أغنية لا يستطيعا ان يغيرا العالم. فانا فقط مغنية وراقصه واعمل لاثارة اهتمام الجمهور والحفاظ علي مكانتي لفترة طويلة. وإذا استمر هذا الاهتمام لفترة طويله سيعود الجمهور ويزدادوا في الاستماع لما نقوله. "
صرح جيمى جام وأحد منتجين الاتجاه نفسه معلومات الي "The Boston Globe" وهي " فكان يظهر انتاجنا علي تليفزيون CNN في اغلب الاحيان.وكان هذا مصدر الهام الينا من اجل الاغاني مثل "Rhythm Nation", "State of the World" ve "The Knowledge". وفي ذلك الوقت اتخذت جاكسون new jack swing' الذي يعد نوع من الموسيقي الشعبي مصدر الهام لها. وبالاضافه الي ذلك اضافت جاكسون كلمات خاصه بها مثل (الحماسي R&B والمتمرد rock) وبدات أيضا في العد التنازلي من اجل البومها الرابع إيقاع الأمة عام 1814. حيث نشرت أغنية "Miss You Much" في الربع الثالث لعام 1989 . وعلي الرغم من ان أغنية "Like a Prayer" ل Madonna كانت أغنية عام 1989 حيث استمرت في المرتبة اولي لقترة طويله جدا الا ان أغنية "Miss You Much بقت في المرتبة الاولي علي مدار اربع اسابيع. وبعد ذلك أصبح البوم Rhythm Nation" الذي طرح للبيع في المرتبة الاولي في قوائم الالبومات الأمريكية. وبعد ذلك نشرت جاكسون أيضا أغنية باسم Rhythm Nation". فكان هدف جاكسون تقديم رسائل اجتماعية في هذه الأغنية وبذلك قد نالت احترام وتقدير المحيط الموسيقي القائم علي new jack swing . استمر سماع اسم جاكسون حيث احتل البومها "Rhythm Nation" المرتبة الثانية وحازت أيضا علي جائزة "أفضل تصميم رقصات". وعقب ذلك عرضت جاكسون اغنيتها "Escapade" للبيع وتربعت المرتبة الاولي في اوئل 1990 لهذه الأغنية وبالاضافه لذلك بقت في القمه لمده ثلاثه اسابيع وبذلك أصبحت أول فنانه تحتل اغنيتها المرتبة الاولي في الثمانينات والتسعينات. فاغنيه "Escapade جعلت جاكسون تنال انتقادات ايجابيه وجوائز علي نجاح الكليب ونجاحها الموسيقي. وعقب نجاح أغنية "Escapade" عرضت جانيت "Alright". بقت أغنية في المرتبة الرابعة من ثلاث أغاني مختلفه كانت تحتل الثلاث مرات الاولي. ومن اجل كليب الأغنية عملت مره أخرى مع مخرج الذي اخرج أغنية "When I Think of You". حيث جعلت الأغنية جاكسون تنال جوائز في عامي 1990 و1991 . وفي صيف 1990نشرت أغنية "Come Back to Me التي تعد أغنية بطيئت الخطي الار & بى والتي تعرض قصص مؤثرة بواسطه مجلة رولينغ ستون واحتلت المرتبة الثانية. اما الكليب صور في باريس. وجاكسون عقب هذه الأغنية نشرت أغنية روك باسم "Black Cat . واحتلت الأغنية المرتبة الاولي لمده اسبوع. وتعد هذه الأغنية موشر لبراعه جاكسون الموسيقية. وعقب أغنية Black Cat عرضت جاكسون عملها الفني ("Love Will Never Do (Without You)") للبيع وذلك في اواخر عام 1990 واحتلت المرتبة الاولي واجتازت أغنية "Justify My Love" ل Madonna في أول اسابيع عام 1991. فاغنية "State of the World" التي تعد الانفراد الثامن بعد عذا الانفراد إذا لم ينشر بشكل رسمي في الولايات المتحدة الإمريكية سيظهر في قوائم جنوب أفريقيا .
- الأغاني التي سجلت اعلى المراكز في البوم ايقاع الأمة 1814 يتضح فيما يلى:- [25][26][27]
- البوم ايقاع الأمة من البومات التي حققت نجاح فائق لدى قوائم الموسيقى الأمريكية .
- البوم ايقاع الأمة هو البوم الوحيد في تاريخ الموسيقى الأمريكية الذي احتل أغانيه على أول خمسة مراكز.
- البوم ايقاع الأمة هو البوم الوحيد الذي تمكن من وصول ثلاث أغنيات منه إلى رقم واحد في السنة التقويمية. (1989-1990-1991)

### جانيت والعودة إلى السبعينات
غلاف مجلة عام 1993
الفنانة جانيت جاكسون خلال فترة غيابها عن الساحة الفنية اتخطبت لفترة طويلة وترزوجت من وينر اليزو يوم 31 مارس 1991 . ولكن هذا الزواج بقى سرا لفترة ثم اشتهر.
وفى عام 1992 تعاقدت مع شركة فيرجن بقيمة 50 مليون دولار  وفي عام 1993 سوقت جانيت البومها الخامس باسم بيرود. جانيت التي نجحت في ان تكون رقم واحد في أكثر من 22 دولة. بعد ذلك اعلنت بشكل رسمي ان معظم الناس يعتقدون أن اسمها سيحمها مع الوقت ولهذا السبب اعلنت البومها الأول باسمها الشخصى «جانيت جاكسون» وذلك تخليدا لاسمها.غنت أغنية That's the Way Love Goes في عام 1993 بهدف التسويق لالبومها. ولكن شركة فيرجن اردات ان تكون أغنية if هي الأولى من اجل التسويق للالبوم ولكن جانيت رفضت وبعد مناوشات بين الطرفين اشتقر الأمر على اختيار أغنية الواى. وبهذا الاختيار حصل البومها على المراكز الأولى لدى القوائم الموسيقية الأمريكية وظلت هذه الأغنية رقم واحد من الأغاني الجيدة التي اطلقتها جانيت جاكسون كما أن البوم نفسه أخد أعلى المراكز. وقام جينفر بتمثيل هذه الأغنية الذي لم يكن مشهور آنذاك الوقت
أعلنت مجلة رولينغ ستون أن جانيت جاكسون انها الاميرة الملكة السوداء لأمريكا[وصلة مكسورة] وكل شئ فعلته ذو أهمية وقيمة. وبهذا البوم الجديد الذي أصدرته جانيت أظهرت بوضوح مناقسة ناضجة جنسيا في هذه المرة بدلا من إثارة المشكلات الاجتماعية مثل Rhythm ولهذا السبب يجب أن تأخذ ناضج وواضح عن العنصرية (الأبيض _ الأسود). حدث لجانيت بهذا البوم نقطة تحول تاريخية في الحياة الموسيقى .
شركة فيرجن التي اصرت على اختيار أغنية if لزيادة مبيعاتها صورتها فيديو كليب.لكن هذه الأغنية على رغم ما نالته من نجاح الا انها لم تتجاوز المركز الرابع في قوائم الولايات المتحدة الأمريكية . وفي تلك الأثناء التقطت مجلة رولينغ ستون لغلافها صورة لجانيت تضع يديها على رأسها ورفع صدرها لاعلى مغطاة ايدى أخرى. " جانيت استخدمت هذه الصورة من اجل الترويج لالبوم وبعد فترة قصيرة مثلت فيلم باسم sadece مع الممثل توباك شاكور وعقب هذا كانت تمارس البيانو والbalad بالإضافة إلى ان تسويق أغنية أجين التي استخدمت في اغانى فيلم sadece حصلت على المركز الأول في الاسبوع الثانى من اصدرها متنافسه على القمة في الاسبوع الاخير. وبالمثل وجدت فرصه جيدة في التمثيل كما أسعدها الحظ في الغناء وعقب هذه النجاحات أصدرت اغانى مثل Because of Love", "Any Time, Any Place التي احتلت المراكز العشرة الأولى. وعقب النجاحات التي حصلت عليها اصدرت أغنية "What'll I Do و"Any Time, Any Place", "You Want This  التي بها جزء من "Whoops Now"و punk-pop في عام 1995 . وكالعادة تتألق جانيت وتاخد أغانيها المراكز الأولى وحصلت على جائزة أفضل مطربة باغنية That's the Way Love Goes . استمرت بتقديم الحفلات حتى عام 1995 خارجة إلى جولات غنائية كبيرة و سياحية . وفي أكتوبر 1995 بهذا البوم احتلت على مكان فائقة في عامى 1986/1996 كما حصدت على البلاتين ون للمرة الثانية. وخلال هذا النجاح الباهر سجلت أغنية scream مع شقيقها الأكبر مايكل جاكسون لأول مرة في عام 1995.

### The Velvet Rope والأزمات مابين 1997 و2001

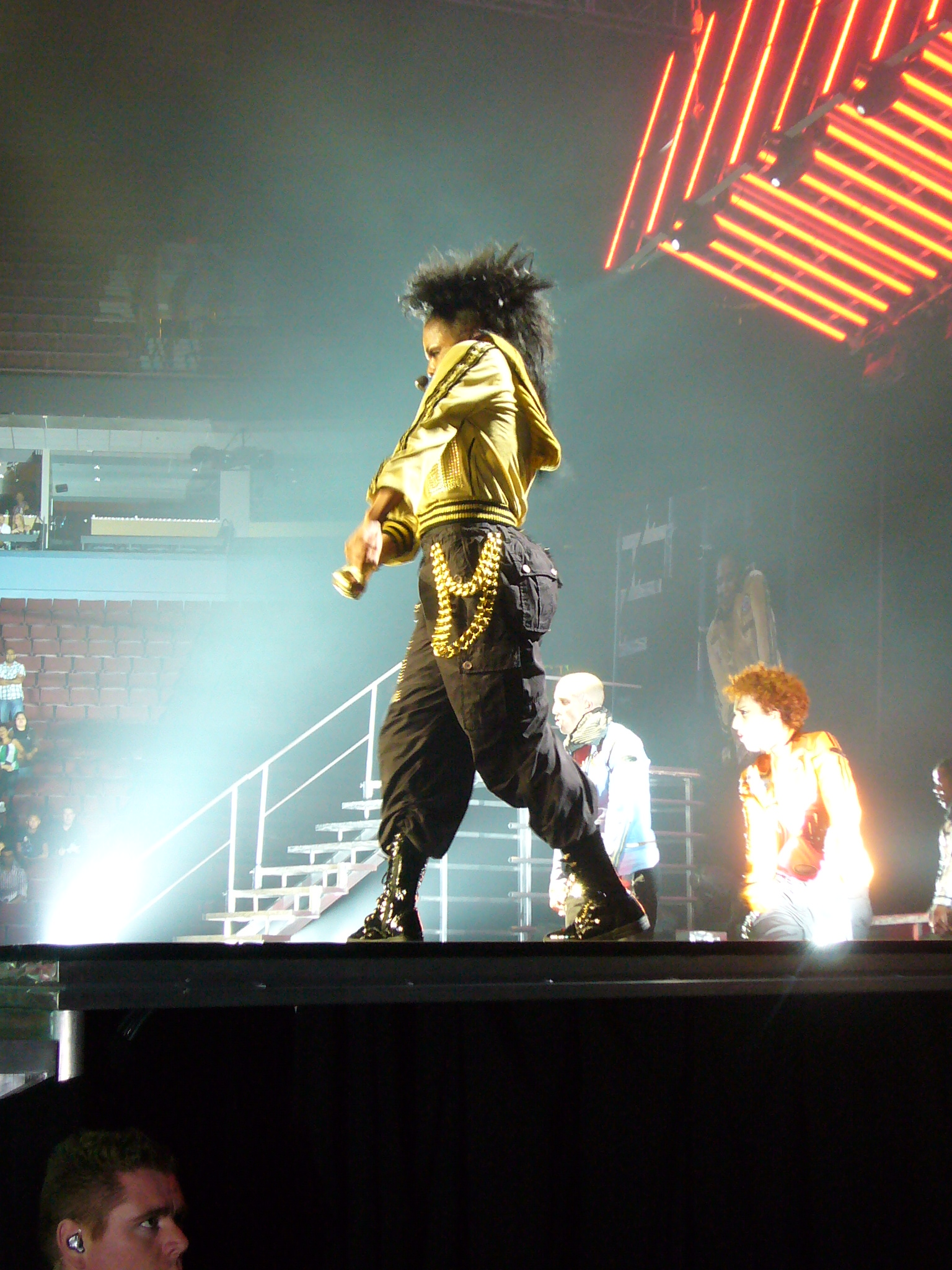
جانيت في احدى حفلاتها

عقب فترة جمع كل هذه الاصوات عادت جاكسون الي الصمت لفتره قصيرة خلال الموسيقي وبدات تعمل من اجل إنتاج البوم اخر في عام 1997. ولكن وفقا للانتقادات ولجيمي جام فان الازمات التي مرت بها جاكسون خلال هذه الفترة انعكست علي الموسيقي.صرح نقاد الموسيقي والمتحدثين عن الالبوم والاغاني التي تذكرنا ب هيب هوب ان الالات الغير مألوفه اوقعت جاكسون بالازمات.ادلت جاكسون بيان من اجل وضع الالبوم الذي في مرحله التسجيل.
" يوجد حبال قطيفه تظهر من يريد اماكن خاصه عند البوابات ومن يستطيع أن يدخل ومن لا يستطيع أن يدخل. حيث اردت ان اوضح الشعور بالانقسام والتمييز بهذا الاسم The Velvet Rope Kadife Halat . علي مدار حياتي كنت اتخذ مكان علي جانبي هذا الحبل وخاصه في فترة طفولتي حيث كنت اشعر بالوحدة والياس. وفي النهاية نشر البوم الاستديو السادس باسم The Velvet Rope في عام 1997 . ومع هذا الالبوم وبنفس اتجاه الموسيقي جذبت الانتباه الي الاوضاع الجنسية. وفي هذا الالبوم عكست جاكسون العديد من الإيحاءات الجنسية وبذلك وصلت للمرتبه الاولي بهذا الالبوم في قوائم الأمريكية.
أول عمل كان "Got 'Til It's Gone" والذي تولي إنتاجه rapçi Q-Tip وكان يحتوي على كلمات من أغنية "Big Yellow Taxi" ل Joni Mitchell'. كانت أغنية "Together Again" من الأعمال الفردية الصادرة من الالبوم حيث وصلت للمرتبه الاولي وحاصله علي نجاح عالمي. اما أغنية "I Get Lonely" ارتقت للمرتبه الثالثة في قائمة الولايات المتحدة. وعقب هذه النجاحات نشرت جاكسون أغنية باسم "Go Deep" والتي ظهرت مابين فعاليات رقص هذه الفترة. ولكن الأغنية لم تستطع ان تظهر نجاح باهر في القوائم الغنائية. عقب ذلك ارتقت جاكسون الي البرنامج باغنيه "You" واخيرا نشرت أغنية البوب البيانو "Every Time". ولكن بسبب النجاح المنتظر للاغنيه الأخيرة لم يستمر دويتو فانيسا ماي الذي يحمل اسمها مع الالبوم بالاسواق وذله علي عكس أغنية "Velvet Rope". جاكسون خرجت الي جوله في "The Velvet Rope Tour" والتي تحتوي علي أفريقيا و اسيا و اروبا و أمريكا الجنوبية وذلك خلال عام 1998. وفي نهايه الجولة قامت بدويتو مع كلا من إلتون جون، بوستا رايمز و شاجى بلاك استسريت. ووفقا للبحث الذي قامت به مجلة Billboard في نهايه عام 1999 حازت جاكسون علي لقب ثاني انجح فنان لعام 1990 عقب Mariah Carey تاركه خلفها نجوم مثل مادونا، بويز مان و يتني هيوستن . ومن الجدير بالذكر انها حازت علي «جائزة الشرف» وهي من جوائز الموسيقي الأمريكية في عام 2001. وفي عام 1998 تبرعت بكل الدخل الذي حصلت عليه من أغنية "Together Again" الي جمعيه الولايات المتحدة لمكافحه الايدز و الحرب . وقد اشاد بذلك Neil McCormick من صحيفة The Daily Telegraph .
وفي نفس الوقت وصف Rolling Stone أغنية Free Xone التي في الالبوم بانها من أفضل الأغاني مع إيحاءات تخالف نوع الموسيقي والشواذ.
ومن الجدير بالذكر ان أغنية The Velvet Rope حازت علي جائزة من قبل المنتدي الأمريكي LGBT وعلي الرغم نت انها كانت ضد الشواذ الذين يحملون توعيه ضد الايدز

### العودة الي R&B مع أغنية All for U
في عام 2000 ظهرت جاكسون بدور «أستاذ Denise Gaines» في فيلم أستاذ شطلق ووصلت للقمه في القوائم ا لامريكية باغنيه "Doesn't Really Matter" التي انتجتها من اجل الفيلم نفسه. بقت جاكسون في المقدمة لمده ثلاث اسابيع بهذه الأغنية التي تضم عناصر موسيقي hip hop وR&B. وبذلك حصلت جاكسون علي لقب أول فنان تصل اغانيه للمركز الأول في عام (1980- 1990- 2000) قبل Madonna. وعقب نجاح أغنية "Doesn't Really Matter" اضافت جاكسون أغنية الي الالبوم التالي الذي ستنتجه في 2001. وبهذا الشكل كانت تاخذ دور في الفيلم وبالاضافه الي ذلك وقعت علي أغنية شهيره بالبومها من اجل الموسيقي التصويريه للفيلم. وفي أول اسبوع حصل الفيلم علي 42.7 $. وبعد فترة قصيرة طلقت جاكسون من زوجها Rene Elizondo. وعقب عام انهت مشوارها السينمائي ونشرت البوم الاستديو السابع في أبريل 2001. فالبوم جعل جاكسون تفوز باسطوانه بلاتينيه (برونزيه) للمرة الثالثة بعد أن حقق ارباح تقدر ب605 الف في أول اسبوع. وعلي الرغم من انه لم يستمر بيع أغنية "All for You" حتي الآن ولكن وصلت للمرتبه 14 في قائمه Billboard Hot 100 . وعلي الرغم من ان المبيعات لم تستمر والا ان الأغنية تصدرت أول القائمة.
وبالاضافه لذلك عادب بجائزة من ألمانيا في نهايه العام. علق Stephen Thomas Erlewine من جريدة أول ميوزك والذي كان مهتما بالالبوم قائلا
"" اصدرت جاكسون البوم بناء علي طلبكم ونشر ببطء في داخلكم علي مدار 70 دقيقة. وإذا كنتم تعرفوا اشياء عن الالبوم فالبتاكيد لجذب انتباهكم أكثر."" واضاف علي هذا Jon Pareles من جريدة The New York Times قائلا
" نجحت جاكسون في استخدام تغيرات hip hop بكل سهولة وكانها من المحترفين القلائل. نجحت جاكسون أيضا في ان توثر علي عقولنا متلهية (سارحة) في احسسها التي في الالحان. "
وعقب هذه النجاحات وصلت أغنية "Someone to Call My Lover" للمرتبه الثالثة. ظهرت جاكسون عام 2001 بالمرتبة الثالثة عشر في قوائم الموسيقي الأمريكية وذلك باغنية "Son of a Gun (I Betcha Think This Song Is About You)" والتي قامت بها مع الديتو Missy Elliott وP. Diddy وCarly Simon . وانكرت الادعاءات التي كتبها زوجها القديم بهذه الأغنية. وفي عام 2002 قامت بديويتو مع Beenie Manفي أغنية باسم "Feel It Boy". وفي نفس الوقت هذه الفترة تعرفت علي Jermaine Dupri.

### المعاملات التجارية (2004_2006) وداميتا جو
عقب ان غنت جاكسون هذه الأغاني "Rhythm Nation" و"All for You" بمفردها في عرض "Super Bowl XXXVIII" في فبراير لعام 2004[وصلة مكسورة] انضمت الي جاستين تيمبرليك وبدات العرض. وبينما تغني جاكسون أغنية "Rock Your Body" مع جاستين تيمبرليك إذ فجاة انزلقت صدريه جاكسون ووضح جاستين تيمبرليك سبب ظهور ثديها . وبعد هذا الحدث الذي انعكس للالف الاشخاص من خلال البث التجريبي أصبح الثنائي يعتبر هذا الحدث بانه كارثة. وبعد هذه الحادثة أصبح اسم جاكسون أكثر الأسماء يتم البحث عنها علي محرك البحث جوجل . وبعد شهر اصدر البومها الجديد في مارس لعام 2004[وصلة مكسورة]. وفي الفترة التي نشر بها الالبوم وضحت جاكسون ذلك " فالالبوم بخصوص العشق والحب وتعد داميتا جو أحد ابطاله .
صرحت ستيفي جونز بان الالبوم الذي اتخذ اسم جاكسون من اسم مركز في قرية كان يبحث عن اتجاهات مختلفة. وعلي الرغم من الانتقادات الايجابية لهذا الالبوم الا انه كان أول البوم لم يصل الي المرتبة الاولي منذ البوم كنترول في عام 1986. وعلي الرغم من كل ذلك كانت Damita Jo في المرتبة الثانية في القوائم الأمريكية فبدات جاكسون تجري اتصالات مع شركة فيرجن بسبب انها اتخذت مكانه سفلي في القوائم الفردية ولم تحقق ارباح كثيرة . وصنفت كافضل امرة في فريق R&B وذلك باغنيه "I Want You" الصادره من الالبوم . وفي نفس الايام دخلت جاكسون الي ازمة بسبب اتهام أخيها الأكبر مايكل جاكسون بالتحرش بطفلووفقا لهذا اضطر الاثنان ان يعيشان حاله سيئة سويا . ولكن برء Michael Jackson بعد ذلك . وفي نفس الفترة تم تكريمها ب" جائزة الإنسانية" بسبب مساهمتها في جمعية حقوق الإنسان وفي مؤسسة لوس انجلوس للايدز .

### الصعوبات المادية (2006_2008)
جانيت جاكسون التي احتلت غلاف مجلة Us Weekly بهدف الإشهار بالبومها التاسع المخطط اصداره في عام 2006 صدرت باسم باختصار 20 Y.O.'U في شهر ايلول عام 2006 . وبهذا البوم أصبحت تحتل المركز الثانى في قوائم الموسيقى الأمريكية مثل مسبقا . قالت جانيت جاكسون انه تقوم باحتفال بعيد ميلادها الاربعين وميلاد البومها الأول الذي مر عليه 20 عامًا. واهتمت مجلة رولينغ ستون بهذا الحدث معلقة عليه بالاتى
" ترى ان جانيت قد قارنت بين مرور 20 عامًا من عمرها وبين ألبومها المسمى ب كنترول في عام 1986 تاركة اسم البومها الاخير . فنحن لو كنا بمكانها لانقارن بهذا الشكل . وعلى الرغم من ذلك فانها واجهت انتقادات ايجابية بخصوص البومها الذي يسمى Glenn Gamboa"
" تأخذ جانيت في البوم بشخصيتها وهويتها وطريقتها ليس باسلوب أحد غيرها وبهذا البوم تمكنت من العودت إلى الرقص والار بى ."
جانيت جاكسون نجحت في اقتراب مبيعاتها إلى 300 ألف البوم في الاسبوع من عرضه للتسويق واخذ المراكز الأولى لدى قوائم الار بى وقدمت أيضا أغنية ديتو مع نيلى في أغنية Call on me للمرة الأولى بعد الالبوم ولا تتمكن من الحصول على النجاح المتوقع من إصدارها لاغنية So Excited . وبناء عليه خفقت عن المراكز الأولى ونتج عن ذلك فسخ عقدها مع شركة ايلاند الموجودة في ماريا كاري وتجديد التعاقد مع شركة فيرجن .

### فترة Discipline والمنتجين الجدد

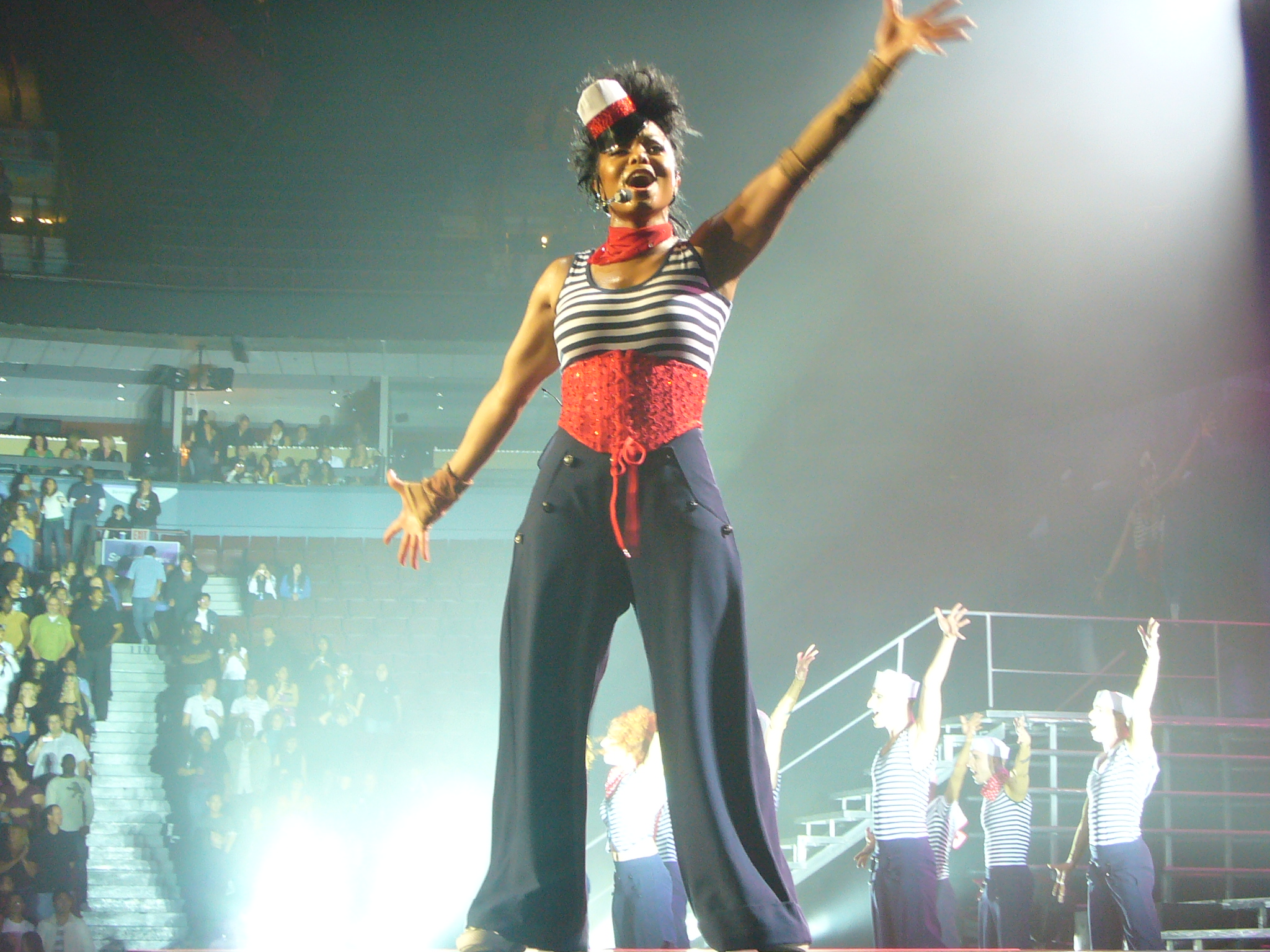
جانيت في حلفة سيمتبر 2008

عقب تعاقدها مع شركة الايلاند في عام 2007 لعبت دور البطولة في فيلمها لفنان تايلر بيري في العام نفسه . وفي العام نفسه من جانب آخر اعلنت مجلة Forbes ان جانيت جاكسون سابع اغنى امراة في العالم . وبعد ذلك اصدرت البوم Discipline في شهر فبراير عام 2008 .
لاتعمل جانيت جاكسون في هذا البوم مع جيمى جام و تيرى لويس وعملت مع منتجين مشهورين مثل رودني جيركينز، دى مايل جيرمين، ستارغيت، ني يو، صعب ستيوارت، دريم بدلا من المنتجين السالف ذكرهم . وبهذا البوم حصلت على اعلى مراكز التي لم تحصل عليها خلال السبع سنوات الأخيرة لها . جانيت التي تصدرت قمة قوائم الغنائية لدى الولايات المتحدة الأمريكية تخاطت شهرة شقيقها العالمى مايكل جاكسون وحصلت بالبومها على المركز السادس .
الفيد باك لالبومها الذي تسرب على الإنترنت في عام 2007 وانتشرت اغنيتها على أكثر من موقع إلكترونى عبر الإنترنت قبل موعد إصداره الرسمي سجل مليون و34 الف عدد مرات تحميل في خلال الخمس ساعات الأولى من النشر . وبعد هذه الأغنية وصلت إلى المركز التاسع عشر في القوائم الغنائية لدى الولايات المتحدة الأمريكية عام 2001 .
وعقب ذلك صورت فيديو كليب لاغنية باسم Rock With U وهي أغنية لم تتمكن جانيت من خلالها الحصول على اعلى المراكز . وأثناء انهيار هذا الحلم اصدرت اغنتين آخرين باسم LUV وCan't Be Good ولكن لا تصورهما فيديو كليب . أعلن انها ستقوم بجولة غنائية المزمع بدءها في 10 ايلول عام 2008 . ولكن مرضت جانيت قبل موعد الحفلات المزمع اقامتها بفترة قصيرة في 9 ايلول عام 2008 في مدنية مونتريال ونقلت إلى المستشفى . ولهذا السبب لم تقام الحلفة واعلنت الفنانة جانيت انها ستحياها في وقت لاحقا، وخرجت بعد ساعتين من نقلها إلى المستشفى .
جانيت جاكسون في حفلة MTV Video Muzik Oduller المنظمة في عام 2009 قامت بغناء أغنية Scream لاحياء ذكرى شقيقها مايكل جاكسون الذي توفى عام 2009 . واصدرت أغنية Make Me فيما بعد . الأغنية التي غنتها لالبومها الحزين Number Ones الذي اصدر بعد فترة قصيرة تمكنت من رفعه على المواقع الرسمية الخاصة بها تقدم مبيعاته بعد ذلك، كانت أغنية Make Me التي فقدت atfen " Don't stop til you get Enough" ل مايكل جاكسون . الأغنية التي لحنت ل جيركنز وجاكسون الذين لحنوا 4 أغاني في البوم Discipline وصفوا بعمل مميز اصدر للفنانه جانيت جاكسون .

## الديانة
اعتنقت جانيت الإسلام بعد زواجها من رجل الأعمال والملياردير القطري وسام المانع، بعد تعارفهما في ديسمبر 2009 خلال حفل فني كبير في الشرق الأوسط، إلا أن علاقتهما العاطفية بدأت تظهر للإعلام في صيف 2010، وتطورت العلاقة ليتقدم المليونير القطري البالغ 37 عاما، لخطبة جانيت التي تكبره بـ10 أعوام في 2012، وقدم لها حينها خاتم ألماس يبلغ وزنه 15 قيراطًا.
جانيت جاكسون بعد نجاح شقيقها مايكل في اواخر التسعينات وبالتحديد في عام 1982 أصدرت أول البوم لها بدعم من شقيقها . جانيت التي نجحت في نيل اعجاب النقاد بالبومها الأول اصدرت ثاني البوم لها باسم . بدات جانيت جاكسون العمل مع منتجين منهية العلاقة العملية بينها وبين والدها الذي يمثل لها مدير الأعمال . واصدرت البوم باسم كنترول في عام 1986.
جاكسون التي نجحت في ان تصل صوتها للعالم اجمع وأصبح يتحدث عنها الجميع في وقت قياسى من ظهورها . وبعد نجاحها بهذا الالبوم اصدرت البوم آخر باسم في عام 1989 . بهذا الالبوم حصدت على اعلى مبيعات في التسويق الفنى . وفي خلال الثمانيات وبالاخص في عام 1993 اصدرت جانيت جاكسون البوم يتضمن مقاطع للرقص بعد حصول البومها على نقد ايجابى من قبل النقاد مرضت جانيت في ذلك الوقت وعلى الرغم من مرضها اهتمت بالبومها . واصدرت البوم باسم عام 1997 . وبهذا الالبوم حصدت على اعلى مراكز في قوائم الغنائية لدى الولايات المتحدة الأمريكية . جانيت التي اصدرت البوم في عام 2001 باسم ظلت بعيدة عن الساحة الفنية بشكل عام في فترة التسينعات .
جانيت جاكسون اصدرت البومها في استديو 10 في 2008 وكانت انجح عضوية نسائية ووفقا لايرادات مبيعاتها . جانيت جاكسون عقدت البومها في استوديو 10 الذي وصل إلى القمة في قوائم الغنائية الأمريكية حتى الآن . وعندما اصدرت هذا الالبوم تربعت على قمة القوائم الغنائية الأمريكية . الأعمال التي بها بداية من عام 1982 وحتى عام 1991 تحت شركة والأعمال التي قامت بها بداية من عام 1991 حتى عام 2007 تحت شركة ومن بعد عام 2007 عملت تحت شركة . وصلت مبيعات البومات جانيت جاكسون إلى 100 مليون دولار حتى الآن . وإلى جانب نجاحها في الحياة الغنائية نجحت أيضا في الحياة الفنية ولعبت دور البطولة في فيلمOnly Justice مع الممثل توباك شاكور في عام 1993 لأول مرة .
جانيت جاكسون التي ظهرت مع الممثل شطلق للمرة الثانية في فيلم باسم «لماذا تزوجت» في عام 2007

## المسيرة الفنية
كانت خطوت جانيت جاكسون الأولى على خشبة المسرح مع عائلتها في سن السابعة، وبدأت حياتها المهنية كممثلة وليست كمغنية، وما دفعها للغناء هو رغبة والدها الذي دفعها للغناء وهي في سن الرابعة عشرة، بينما بدأت تمثل في سن العاشرة في مجموعة متنوعة من المسلسلات التلفزيونية وتابعت حياتها الفنية لتظهر في البرامج التلفزيونية، وذلك في السبعينات والثمانينات ومن هنا حصلت علي الثراء والشهرة في وقت مبكر. وفي سن السادسة عشرة في عام 1982، وقعت عقدا مع إيه أند إم، وقد أصدرت ألبومها الأول في نفس العام الذي واجهت انتقادات كثيرة عنه. وقد بدأت تعاون طويل الأمد مع المنتجين جيمي جام وتيري لويس، وأدرجت موسيقاها مع جام ولويس عناصر الإيقاع والبلوز، و ديسكو، وجبن، و الراب، وفي عام 1991 م وقعت عقدين بأسعار قياسية، حيث كان قيمة العقد مليون دولار وكان ذلك لاعتبارها واحدة من أعلى وأشهر الفنانين في صناعة الموسيقى. تستعد النجمة جانيت جاكسون للزواج من خطيبها المليونير القطري وسام المانع، العام المقبل في احتفالية إسلامية، في حين يشار إلى أنها اعتنقت الإسلام سراً مثل أخيها الراحل النجم مايكل جاكسون. ثم في عام 1993 صدر ألبومها الذي يحمل اسم «العذراء»، وفي نفس العام ظهرت في أول دور لها في السينما، ومنذ ذلك الحين واصلت العمل في الأفلام الروائية، وبحلول نهاية التسعينات صدر لها ألبومها العاشر، وباعت أكثر من 100 مليون اسطوانة في جميع أنحاء العالم.

## الأجادة الموسيقية

### الانتقادات الموسيقية
جانيت جاكسون صاحبة صوت ميزو_سوبرانو وفقا للنقاد هي واحدة من أشهر الفنانين الموجودين في الولايات المتحدة الأمريكية. وطبقا لمجلة رولينغ ستون جانيت جاكسون مقارنة بصوت شقيقها العالمى مايكل جاكسون فهي ذو صوت محبوب وناعم ومسموع. ولكن مجلة SLANT ترى ان جانيت ذو الصوت سيرتيك. وتعلق مجلة رولينغ ستون وهي تقارن بين ديفيد ريتز و مارفن غاي صاحبة رمز الطراز الموسيقى وان صوت جانيت الاصيل القوى مثل مارفن غاي. جانيت اتخدت فنانين غير السالف ذكرهم قدوة لها مثل مايكل وجيرمين وفقا لمجلة رولينغ ستون وان الفنانين الذين اتخذتهم من السبيعات مثل ديون وارويك، تامي تيريل وديانا روس ورونتست
ووفقا للنقاد الموسيقية لجانيت جاكسون تختلف بين عدة أنواع مثل الار & بى و البوب، الروح، راب، روك، دنس المدير الرسمي لجاكسون قويدر بمقارنة براقصة باربرا سترايسند ومعلقا بان جاكسون الأكثر شهرة من بلا شك. لان باربرا سترايسند لم يايتها الفرصة الكافية. ليكون جمهور مثل الذي فعلته جاكسون بالإضافة إلى أن المنتجين امثال جيمي جام وتيري لويس لفنانة جانيت جاكسون كانوا مسايرين لجميع أنواع العزف المختلفة مثل الفانك و الديسكو والنيو جاك وسوينغ

### مدير الرقص

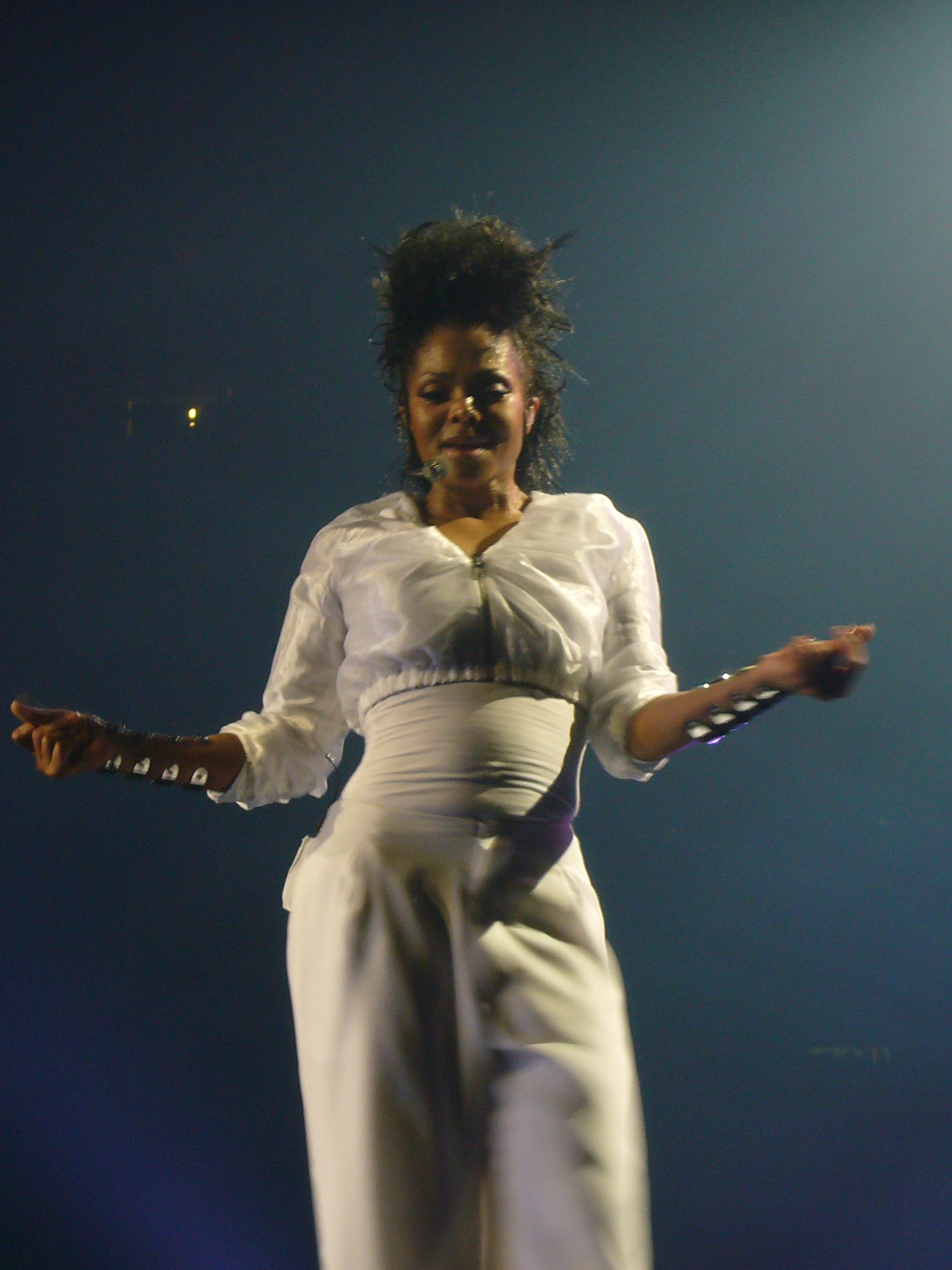
صورة للفنانة جانيت جاكسون عام 2008

اسلوب الرقص الذي يطبقه الفنانين في الكلبيات والحفلات الغنائية أو الصور يظهر تشابها كبيرا مع مايكل جاكسون كما أن أسلوب الرقص بشكل عام للجاكسون يشبة رقص المرأة أكثر. عملت جانيت مع راقصين مشهورين مثل بولا عبدول ومايكل كيد وتينا اندون بالإضافة إلى أن تينا اندون عمل كراقص في كليب Scream مع الفنان العالمى مايكل جاكسون و جانيت جاكسون.
ولمعلومات أكثر عن أسماء الراقصين جانيت جاكسون سنوضح بحث مفصل عنهم وعن اسمائهم فيما يلى . ووفقا لمعظم الانتقادات ان راقصين جانيت تظهر في الكلبيات الغنائية مثل "The Pleasure Principle", "Rhythm Nation", "Miss You Much", "If", "Together Again", "Doesn't Really Matter", "All for You" ve "Feedback" وعن عمل القديم ل لجاكسون ومخرجها ومعلم الرقص الخاص بها رينيه اليزوندو جونيور والعمل العام للفنانين قال عن جانيت جاكسون " لو جلست جانيت على كرسى بلا ذراعين وبدات بالعزف على الجيتار لتمكنت من العرض لمدة 8 ساعات بكل سهولة "

## تعليقات المعجبين بجانيت
جوشوا كلاين قائلا عن الحياة الفنية للجاكسون ان جانيت كانت تحاول دياما في النصف الأول من حياتها الموسيقية اثبات الاشيء بشكل اوضح . وفي الفترة التي اتت فيها وصل فيها صوتها إلى جميع أنحاء العالم، وبدات جانيت تعاقب شيقيها العالمى مايكل في حياته العملية من الشهرة والنجاح في عام 1982 . في بداية حياتها الفنية لم تلتزم بالاحكام العامة مثل شقيقها وهذا جعلها مختلفة ومميزة عنه بالتاكيد . وعلق كلاين باعجابه بها «انا غاب عنى تقليد حياة جانيت جاكسون في حياتى العملية . وهذا لا يصدق انها محبوبة الجميع»
أكد شيكاغو تريبيون كاسي انه لايكن المغنى الوحيد ولا الاخير المعجب والمحب ل جانيت جاكسون وغنائها . وان إليه مغنية الار بى الذي فقد حياتها في حادثة الطائرة عام 2001 وبعد وفاتها أطلق اسمها على المنطقة إلى التقيت حتفها بها وذلك عام 2005 . وأنها من اكبرالمعجبين بعمل جانيت ونجاحها وافادت قائلة " كنت احاول في كل وقت العمل مع جانيت لانها فنانة بمعنى الكلمة وأمل ان اغنى معها في يوما ما "
وقالت سيارا ان جانيت جاكسون باستمرار على التلفاز إلى أن تتطور الوضع والتقيت بيها فالواقع . وان
سونيا موراي فهي عاشقة لجاكسون ولا شئ يعبر عن مدى حبها لجانيت .
وعن نجوم المستقبل مثل بريتني سبيرز و كريستينا اغيليرا قد اتخذوا جانيت جاكسون قدوة لهم.

## حياتها الشخصية
تزوجت جانيت من المغني جيمس ديبارج عام 1984 ولكنهما انفصلا عام 1985 , وتزوجت للمرة الثانية من الراقص المكسيكي رينيه إليزوندو الابن عام 1991 وتم الطلاق عام 2003 , فيما تزوجت من رجل الأعمال القطري وسام المانع في عام 2012 وانفصلت المغنية جانيت جاكسون عن زوجها وسام المانع 2017 وذلك بعد أشهر من إنجابها طفلها الأول.

## أبرز الأعمال التي قدمتها

### الألبومات
1. Janet Jackson عام 1982
2. Dream Street عام 1984
3. Control عام 1986
4. Janet Jackson's Rhythm Nation 1814 عام 1989
5. janet عام 1993
6. The Velvet Rope عام 1997
7. All for You عام 2001
8. Damita Jo عام 2004
9. YO عام 2006
10. Discipline عام 2008

### الأفلام
1- Poetic Justice عام 1993
2- Nutty Professor II: The Klumps عام 2000
3- Why Did I Get Married? عام 2007
4- Why Did I Get Married Too? عام 2010
5- For Colored Girls عام 2010

### الأعمال التليفزيونية
1- The Jacksons بين عامي 1976-1977
2- Good Times بين عامي 1977-1979
3- A New Kind of Family بين عامي 1979-1980
4- Different Strokes بين عامي 1980-1984
5- Fame بين عامي 1984-1985
6- Will & Grace عام 2004

## الجولات الفنية
1- Rhythm Nation World Tour عام 1990
2- Janet World Tour في الفترة من 1993-1995
3- The Velvet Rope World Tour في الفترة بين 1998- 1999
4- All for You Tour بين عامي 2001-2002
5- Rock Witchu Tour عام 2008

### الجوائز
- رشحت لجائزة الاوسكار عام 1994 عن أغنية "Again" من فيلم Poetic Justice.
- في عام 1990 حصلت علي 9 جوائز " " Billboardعن البومها " Rhythm Nation 1814".
- منحت نجمة " the Hollywood Walk of Fame".

## أقوال مأثورة
- «في الظلام الدامس، ما يفرق بيننا هو الحكمة والمعرفة».
- «إذا ما اتجهت للغناء، لكنت محاسبة».
- «الحياة رحلة، وأنا مازلت أخطو بها».
- «الألم مثل المياه يجف، فكيف نفكر في الحب الذي يأتي دون ألم».
- «للألم ضرورة، واحيانا نطلبه كمعلم لنا، فهو غالباً يملك في طياته الامل والشفاء».

## روابط خارجية
- جانيت جاكسون على موقع IMDb (الإنجليزية)
- جانيت جاكسون على موقع ميتاكريتيك (الإنجليزية)
- جانيت جاكسون على موقع الموسوعة البريطانية (الإنجليزية)
- جانيت جاكسون على موقع روتن توميتوز (الإنجليزية)
- جانيت جاكسون على موقع مونزينجر (الألمانية)
- جانيت جاكسون على موقع قاعدة بيانات الأفلام العربية
- جانيت جاكسون على موقع ألو سيني (الفرنسية)
- جانيت جاكسون على موقع ميوزك برينز (الإنجليزية)
- جانيت جاكسون على موقع رولينغ ستون (الإنجليزية)
- جانيت جاكسون على موقع أول موفي (الإنجليزية)